# Давраз
Гора Давраз (тур. Davraz Dağı) — гора, зимний спортивный и горнолыжный курорт в Таврических горах в провинции Ыспарта на юге Турции. Ближайшие города — Ыспарта и Эирдира — находятся на расстоянии 25 км от горнолыжного курорта Давраз. От Антальи — 140 км. Курорт открыт в 2006 году.
Самая высокая вершина (Büyük Davraz) курорта — 2637 м с наибольшей высотой катания на лыжах — 2250 м. Горнолыжный курорт Давраз находится между тремя озерами Гелчюк, Ковада и Эирдир и состоит из черных, красных, синих и желтых трасс, подходящих для лыжников и сноубордистов всех уровней. Доступ к склонам осуществляется через бугельные и кресельные подъемники.
Курорт был заявлен в качестве претендента на проведение Зимней Олимпиады 2014 года.
Толщина снега в горнолыжном центре Давраз достигает двух метров, а катание на лыжах и сноуборде возможно до середины апреля. В Лыжном центре Давраз проводятся соревнования Nordic Discipline, Alpine Discipline, Tour Skiing, Snowboard, Tele Mark.
Курорт открывается ежегодно 1 декабря, но обычно сезон катания начинается в начале января.
В настоящее время обслуживается одной главной гостиницей, горнолыжной и оздоровительной гостиницей «Sirene Davras Ski and Wellness Hotel». Отель расположен на высоте 1650 м.

## Галерея

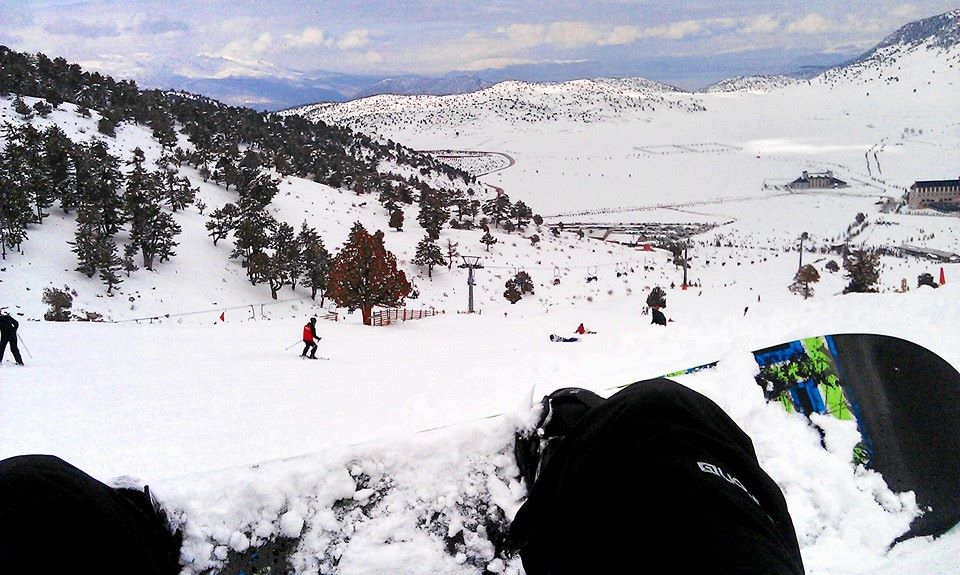
Сноубордист на горе Давраз
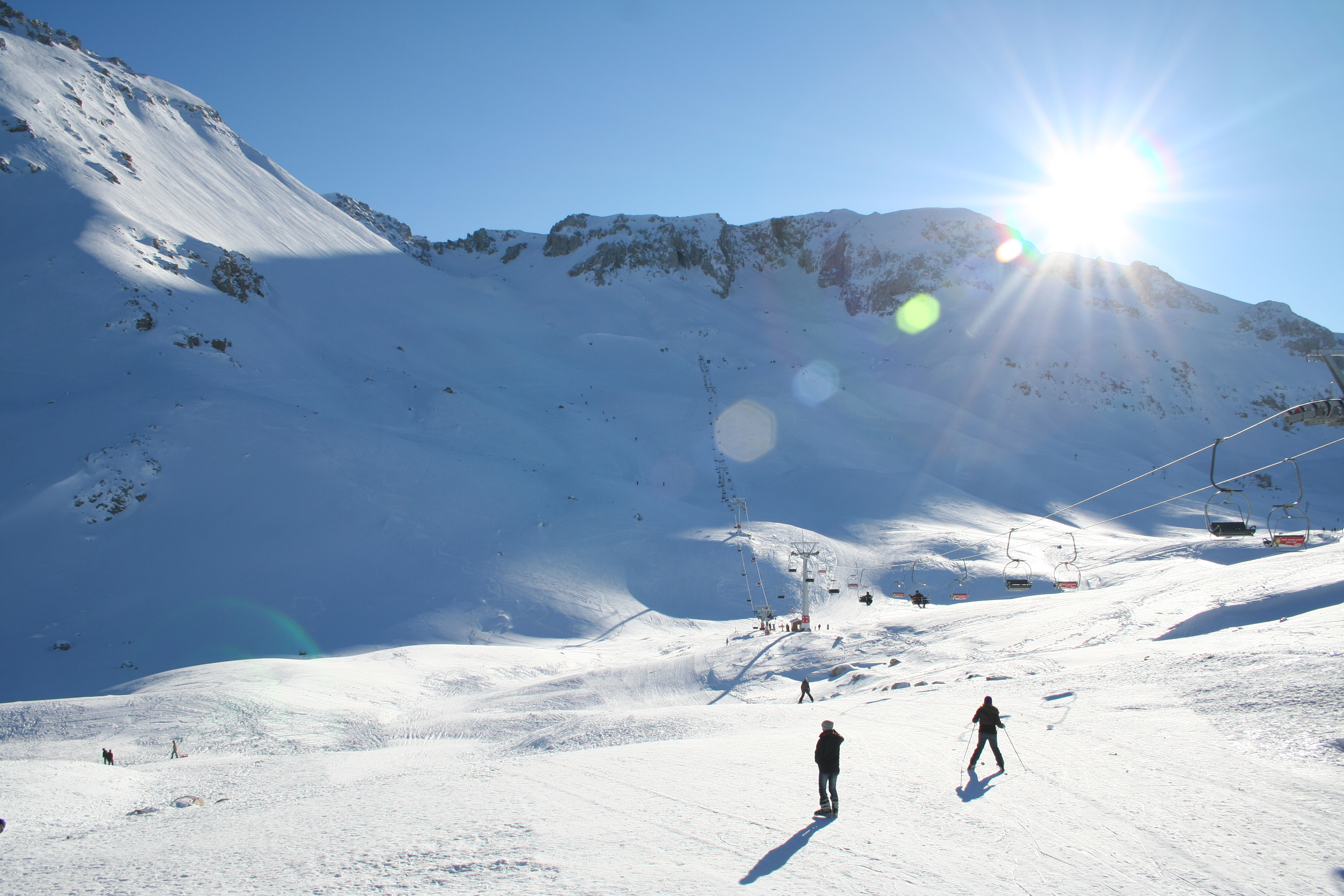
Гора Давраз
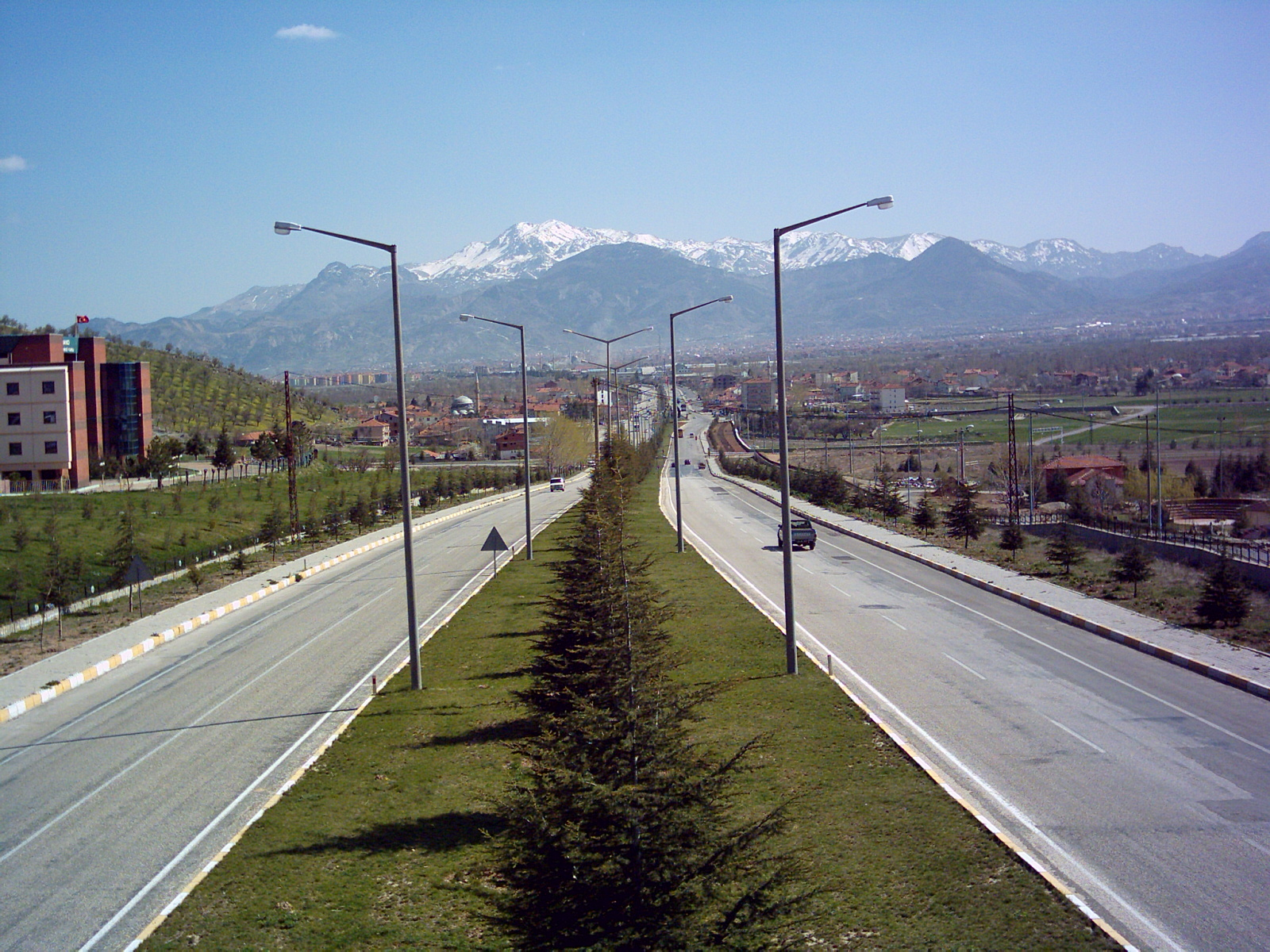
Вид на гору Давраз из города Ыспарта
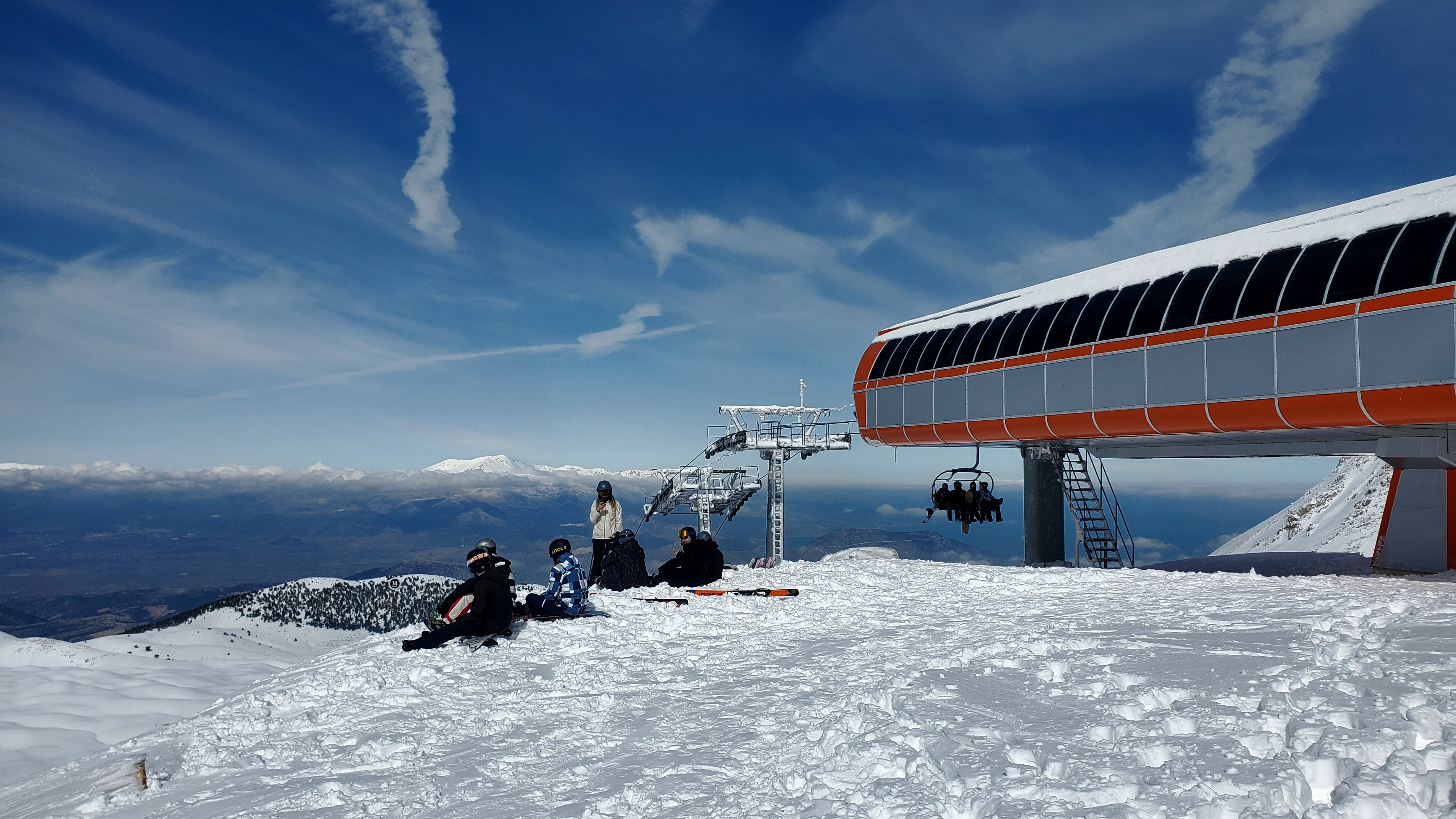
Вид от верхней станции верхнего подьемника
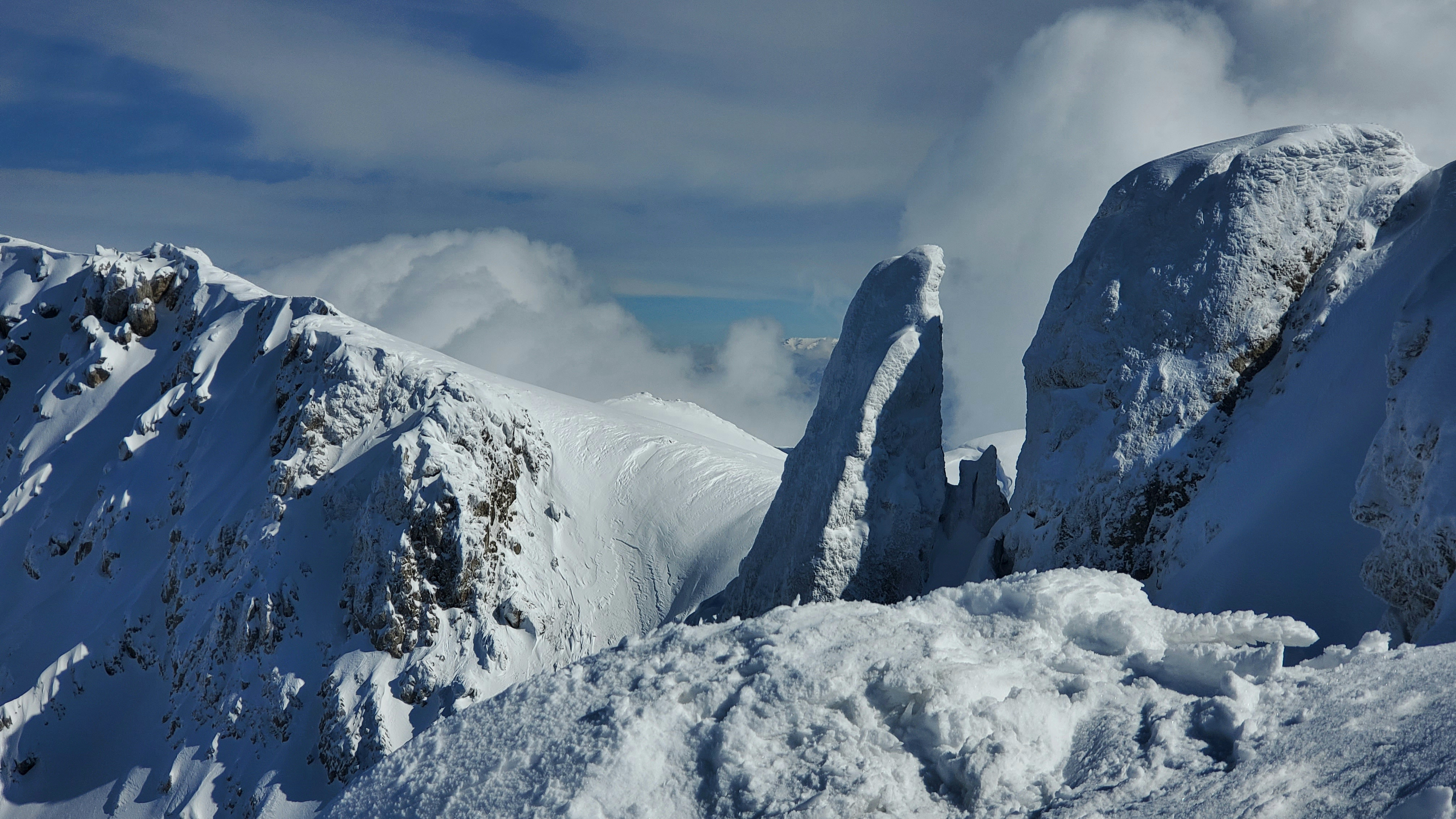
Вид с вершины на рельеф около неё
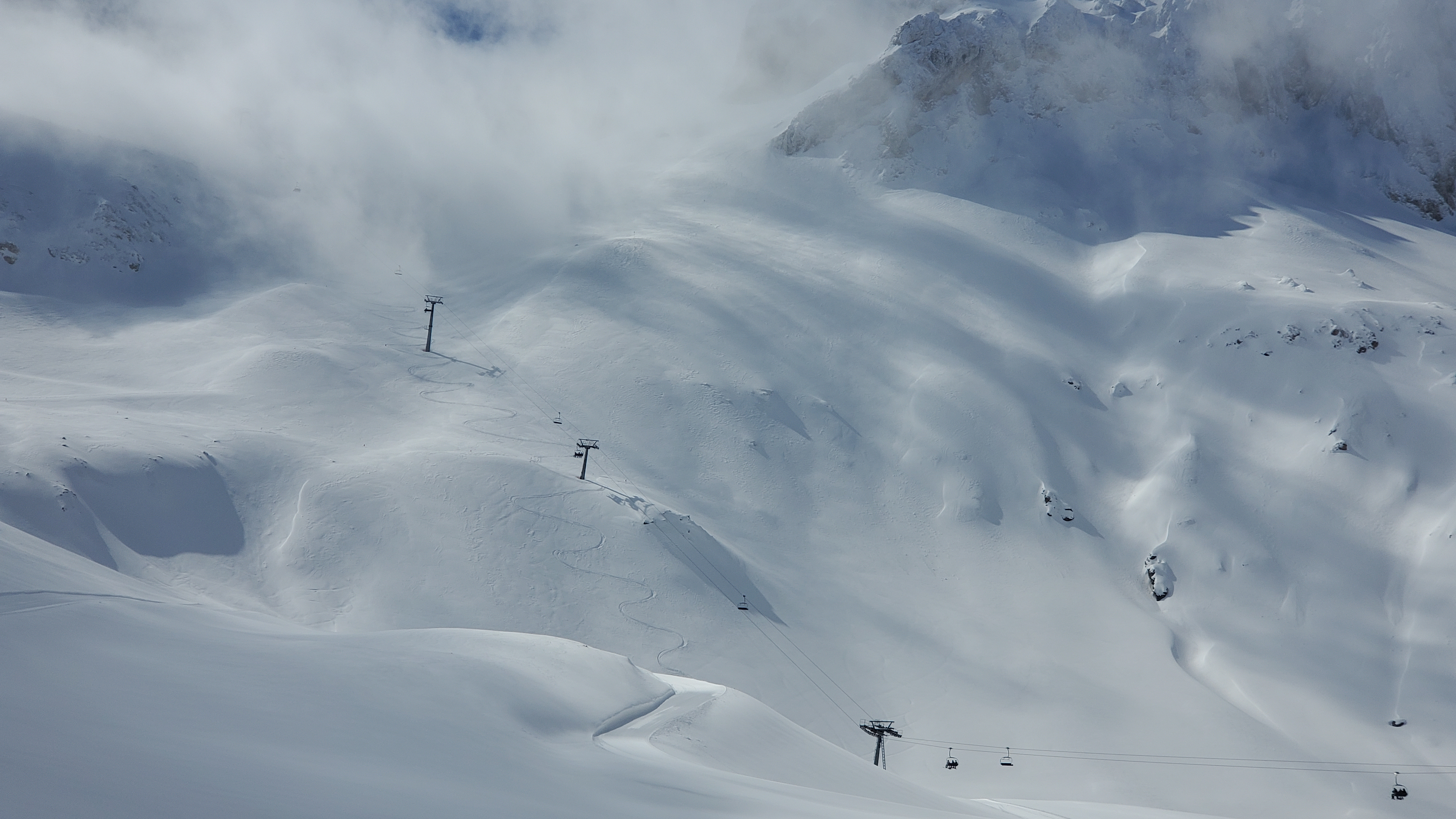
Вид на верхний подъёмник и первый след в глубоком снегу
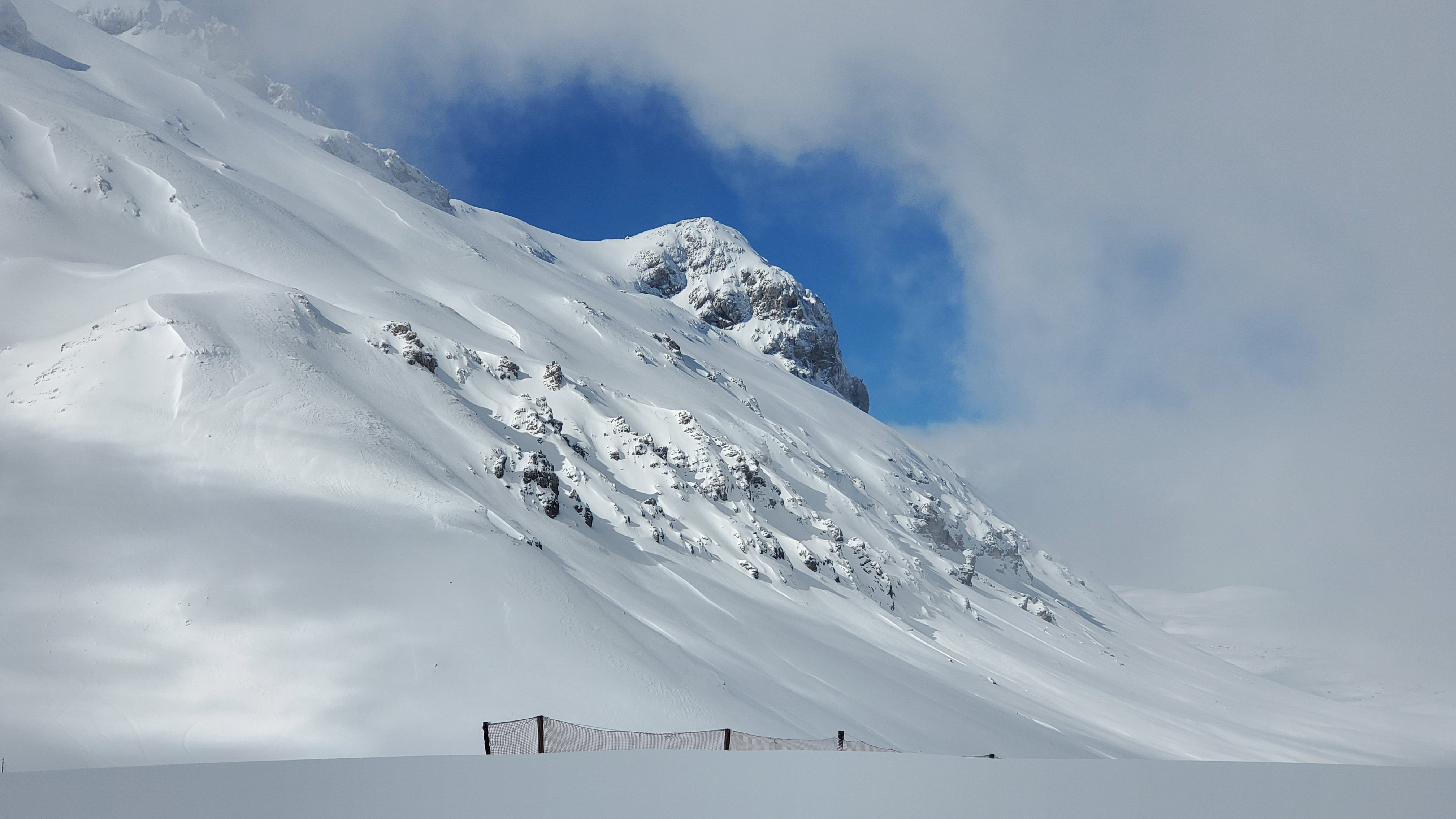
Вид на северный склон горы от верхней станции бугельного подъёмника
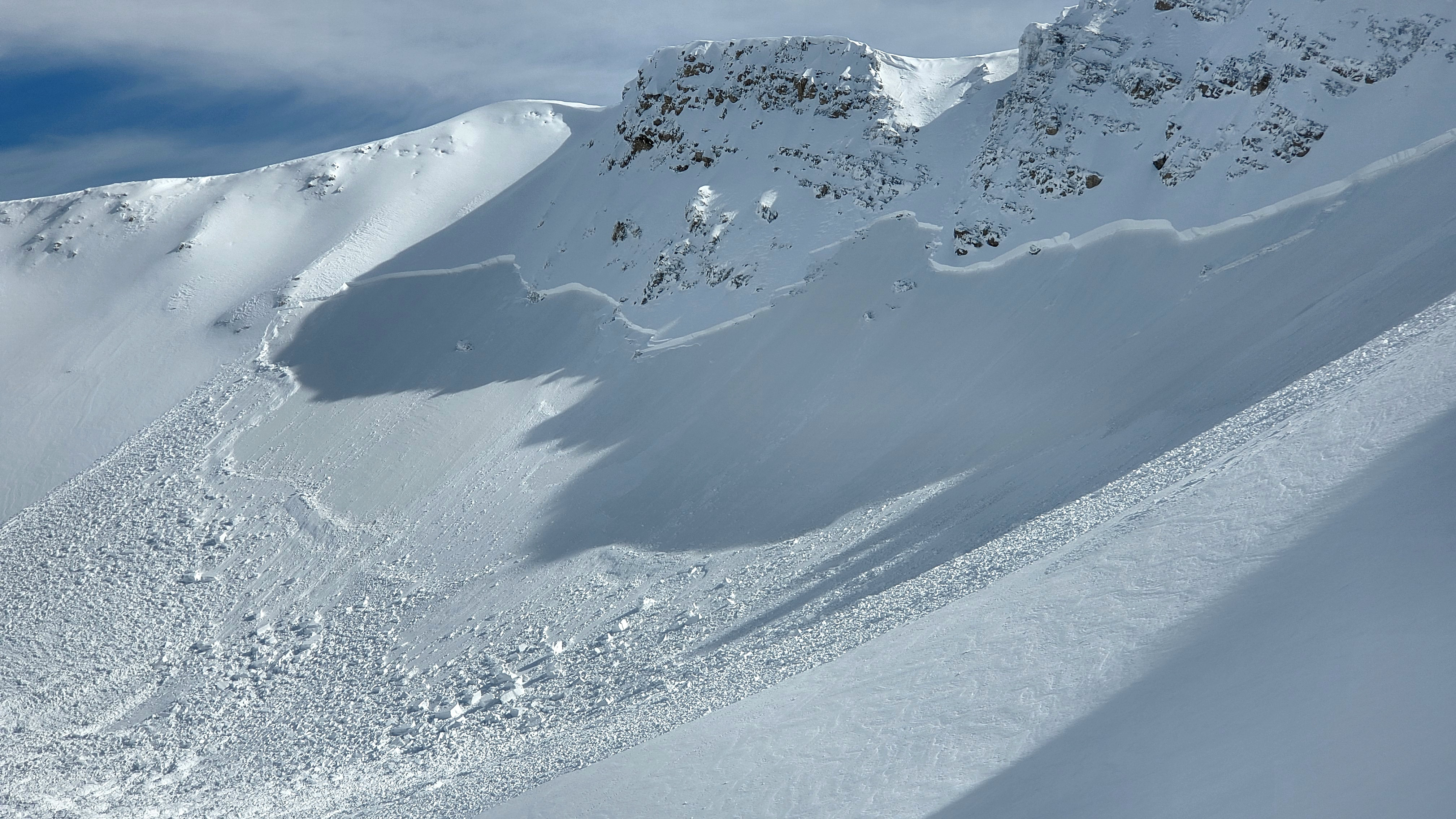
Снег сошёл позди верхней станции верхнего подъёмника Давраз
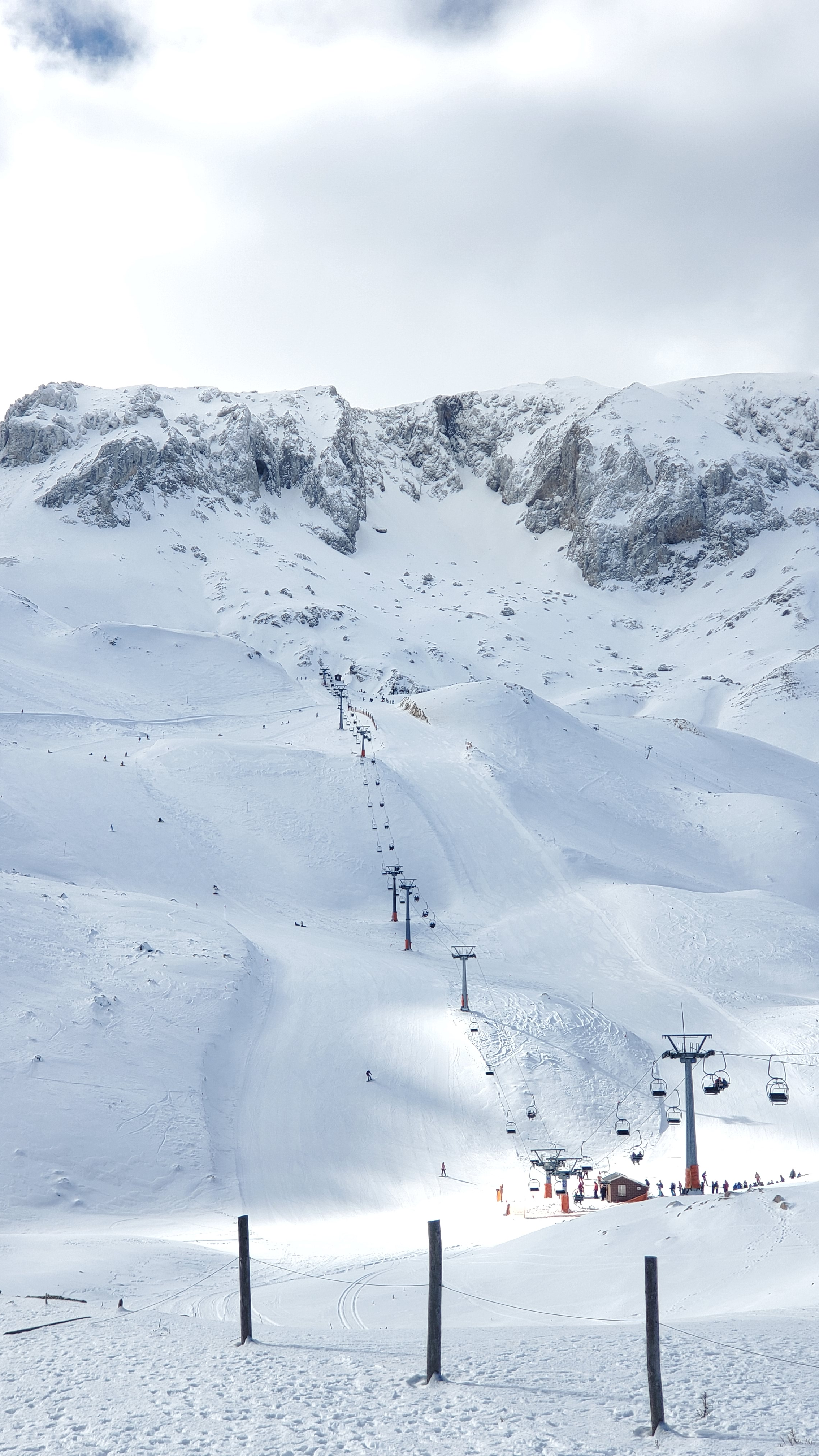
Вид на красную и чёрную трассы у 2го подъёмника Давраз
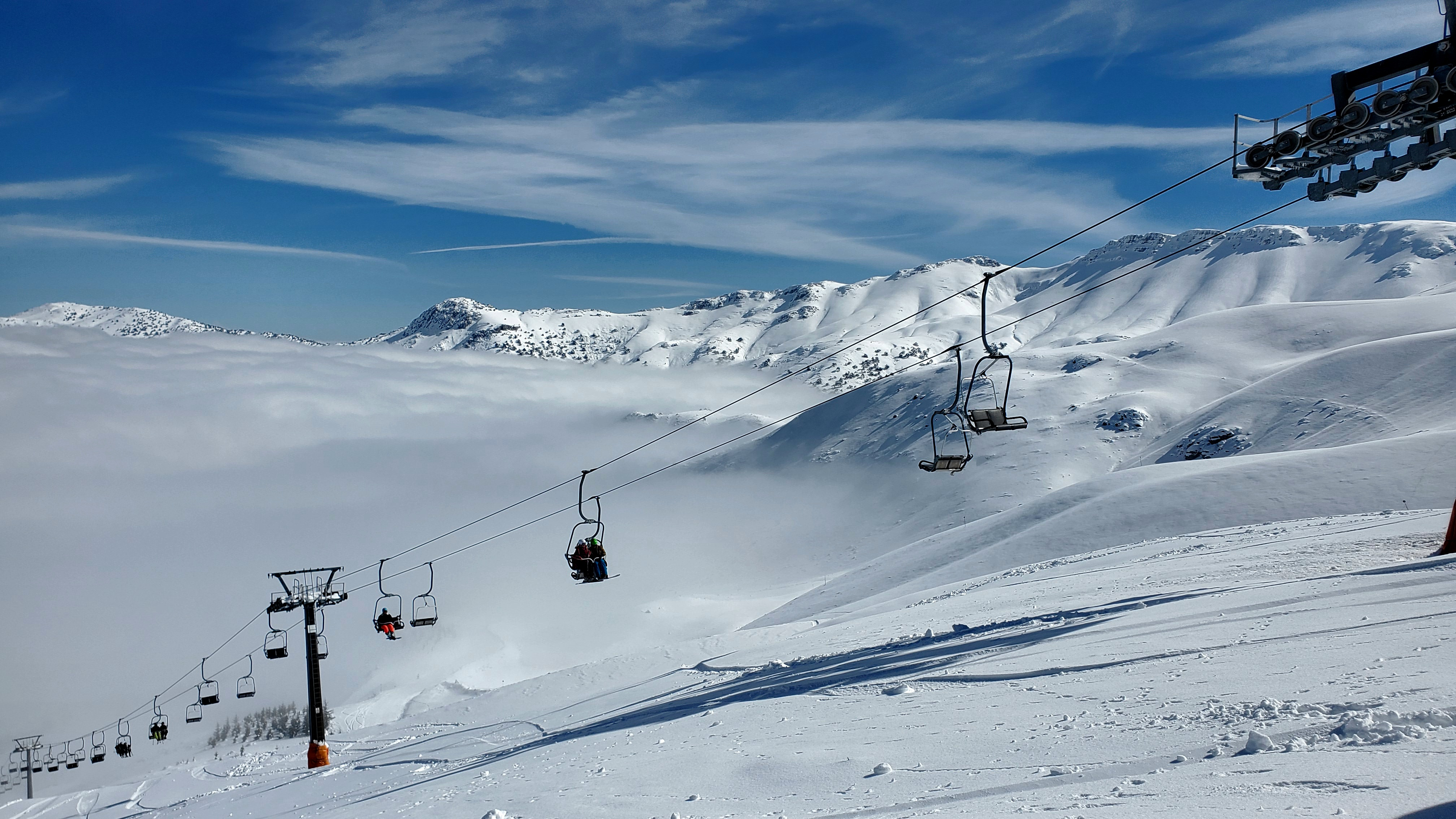
Вид на 1й подъёмник от его верхней станции Давраз
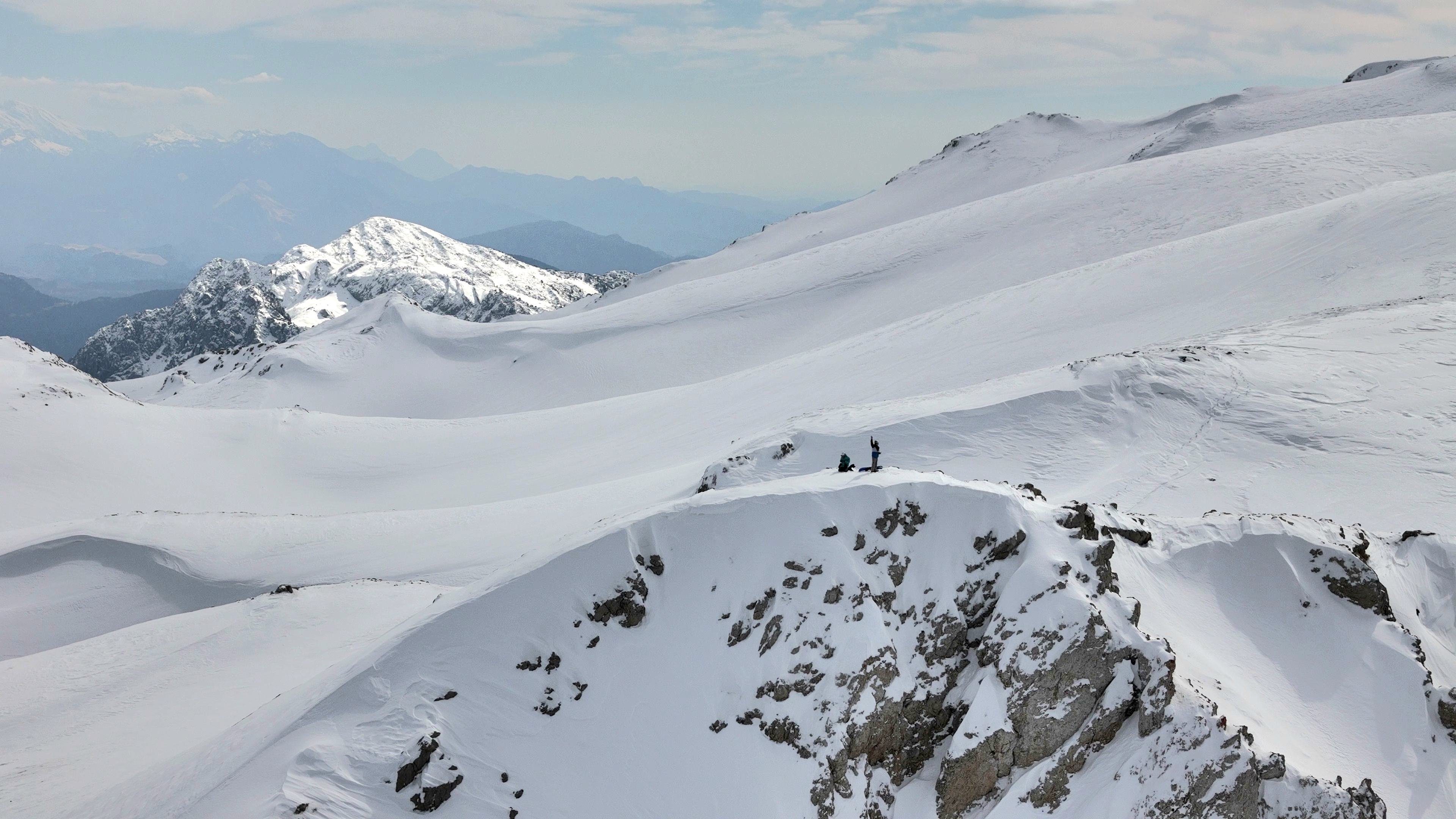
Восточный карниз горной системы Давраз
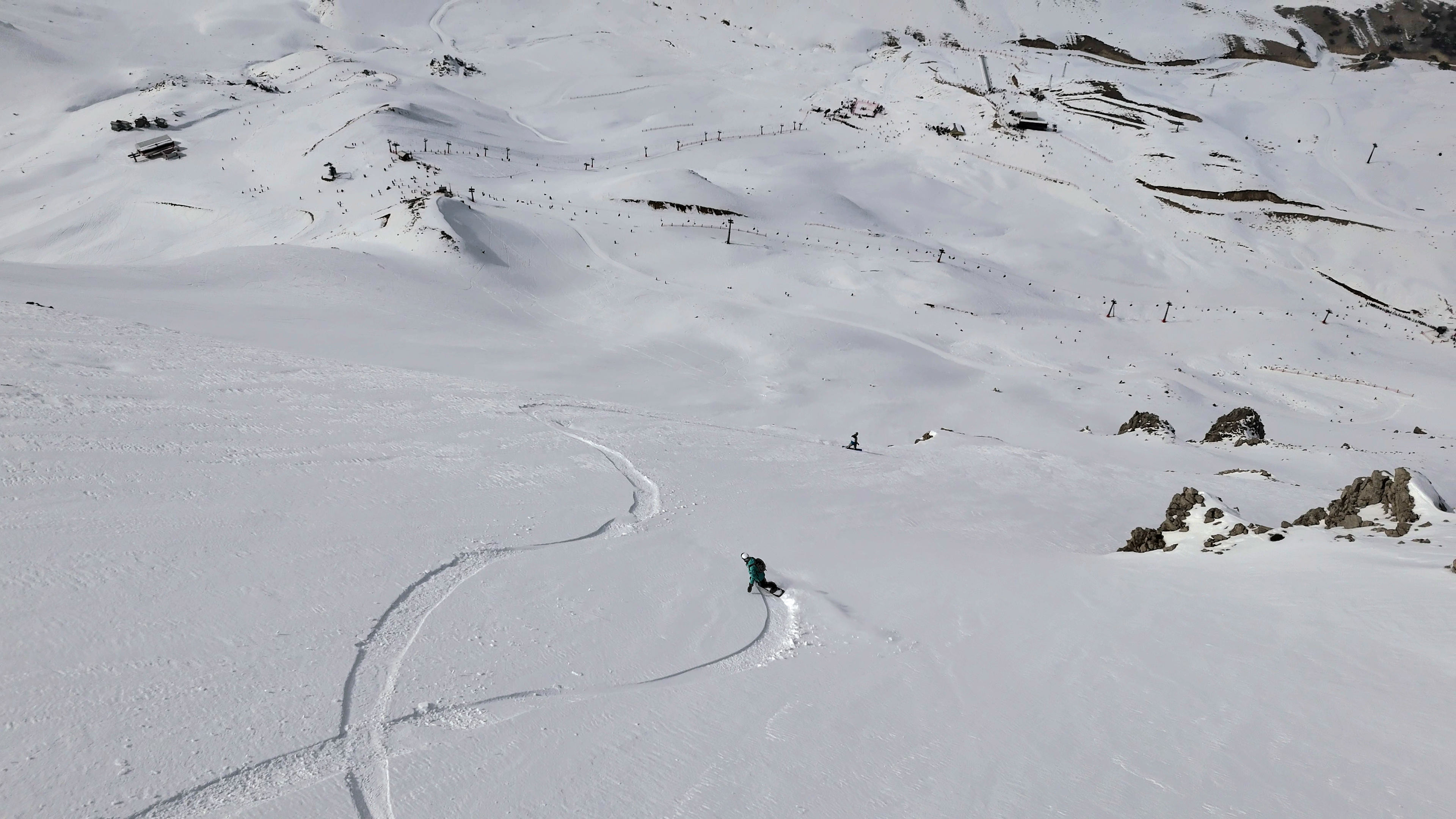
Фрирайд от карниза восточного склона
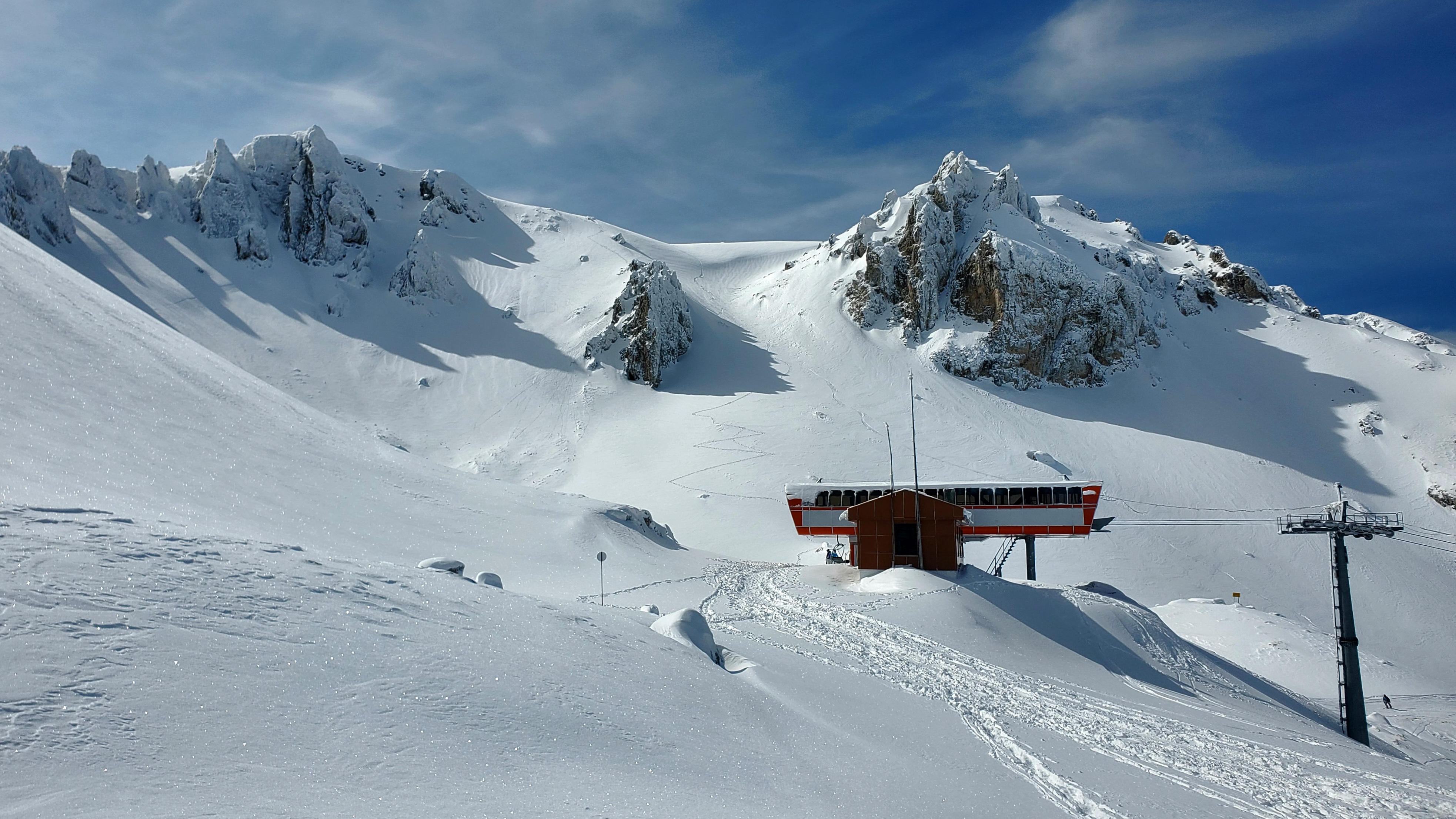
Вид на верхний подъёмник и вершину Давраз